# Dasyponyssidae
Famille
Les Dasyponyssidae  sont une famille d'acariens Parasitiformes Mesostigmata. Elle contient 2 genres monotypiques qui se trouvent sur les tatous.

## Classification
- Dasyponyssus Fonseca, 1940
- Xenarthronyssus Radovsky & Yunker, 1971